# Révolte des faitiões
La révolte des faitiões (十·八慘案, Revolta dos faitiões) est une insurrection armée contre la domination portugaise de Macao qui eut lieu le 8 octobre 1846. Elle est provoquée par une nouvelle taxation imposée aux faitiões (« bateaux rapides faitiões ([jonques]) », du chinois fai teang)  par le nouveau gouverneur João Maria Ferreira do Amaral, nommé gouverneur de Macao le 21 avril 1846 peu de temps après la fin de la première guerre de l'opium, lorsque les Portugais voulaient affirmer leurs droits face à une Chine faible et vaincue et résister à la puissance britannique.
La nouvelle réglementation, suggérée par le procureur Manuel Pereira, exige que toutes les religions chinoises soient enregistrées et s'acquittent d'une redevance d'une pataca par mois. Le 3 octobre, Amaral ordonne à Pereira d'emprisonner tous les bateliers refusant de payer la nouvelle taxe. En réponse, de nombreux Chinois se rassemblent pour protester contre la Nouvelle Pagode (Pagode Novo). Le 7 octobre, une quarantaine de groupes armés pénètrent dans le port intérieur. Le lendemain, un grand nombre débarque avec trois canons et remonte la route jusqu'à l'église de Santo António, où ils affrontent un groupe de cipayes (soldats indigènes à la solde portugaise). Des renforts portugais arrivent bientôt et dispersent la foule. La  Fortaleza do Monte ouvre alors le feu sur les jonques. Bien que les pertes rebelles soient graves, il n'y a aucun blessé grave chez les Portugais.
Les Chinois de la ville répondent aux actions militaires d'Amaral en retenant le ravitaillement, mais lorsque le gouverneur menace de détruire le quartier chinois, ils cèdent et livrent le ravitaillement. Le matin du 9 octobre, tous les magasins de Macao ouvrent leurs portes comme d'habitude. Le 10 octobre, deux mandarins arrivent devant Macao pour féliciter le gouverneur du rétablissement de l'ordre et l'assurer de l'amitié chinoise.